# Cecíliovití
Cecíliovití (Caeciliidae) je čeleď obojživelníků řádu červoři (Gymnophiona). Žijí ve vlhkých půdách. Jejich nejstarší předkové jsou známí již z období triasu (žili tedy před více než 200 miliony let).

## Popis
Platí pro cecíliovité sensu lato, viz systematika níže
Cecíliovití mají prstencovitou segmentaci těla. Mohou vzhledem připomínat hady nebo bezobratlé kroužkovce (žížaly). Měří obyčejně mezi 30 a 50 cm, avšak např. cecílie Thompsonova (Caecilia thompsoni) může dorůst délky až 1,5 m. Nevyvinul se u nich pravý ocas. Lebka je tvořena jen několika kostmi srostlými v jakési „beranidlo”, jež jim usnadňuje pohyb v půdě. Ústní otvor leží pod čenichem, oči se u některých zástupců vyvinuly pod kůží, takže je lze spatřit, jiné druhy je mají ukryté pod kostmi.
Cecíliovití mohou být vejcorodí i živorodí. Část vejcorodých druhů klade vajíčka na vlhkou půdu, kde se z nich vylíhnou larvy, které se vyvíjejí dál; vývoj části vejcorodých je přímý.

## Systematika
Systematika cecíliovitých je dlouhodobě problematická. Tato čeleď, již poprvé vytyčil Constantine Samuel Rafinesque roku 1814, představovala po mnoho dekád sběrnou skupinu pro všechny známé červory. Teprve americký herpetolog Edward Harrison Taylor se ve své přelomové monografii z roku 1968 poprvé snažil vytvořit ucelenější systém tohoto špatně známého řádu obojživelníků a rozčlenil sběrný taxon cecíliovitých do čeledí Caeciliidae, Ichthyophiidae a Typhlonectidae.
Od té doby systematika prochází dalšími proměnami, a to jak osamostatněním některých skupin z nových čeledí vytyčených Taylorem, tak osamostatněním dalších skupin z „okleštěných“ cecíliovitých, jejichž fylogeneze je obecně problematická. Problém některých historických systémů cecíliovitých představoval jejich parafyletismus: některé samostatné čeledi, jako Typhlonectidae a Scolecomorphidae, byly fylogeneticky vnořeny v rámci cecíliovitých. Studie z roku 2011 tento problém vyřešila rozdělením červorů do devíti samostatných čeledí; v nejužším slova smyslu tak cecíliovití zahrnují pouze dva neotropické rody. Naproti tomu v širokém smyslu může mít čeleď pantropické rozšíření a čítat velké množství rodů. Zmiňovanými dvěma rody jsou:
- rod Caecilia Linnaeus, 1758
  - Caecilia abitaguae Dunn, 1942 
  - Caecilia albiventris Daudin, 1803 
  - Caecilia antioquiaensis Taylor, 1968 
  - Caecilia aprix Fernández-Roldán and Rueda-Almonacid, 2022 
  - Caecilia armata Dunn, 1942 
  - Caecilia atelolepis Fernández-Roldán, Lynch, and Medina-Rangel, 2023 
  - Caecilia attenuata Taylor, 1968 
  - Caecilia bokermanni Taylor, 1968 
  - Caecilia caribea Dunn, 1942 
  - Caecilia corpulenta Taylor, 1968 
  - Caecilia crassisquama Taylor, 1968 
  - Caecilia degenerata Dunn, 1942 
  - Caecilia disossea Taylor, 1968 
  - Caecilia dunni Hershkovitz, 1938 
  - Caecilia epicrionopsoides Fernández-Roldán, Lynch, and Medina-Rangel, 2023 
  - Caecilia flavopunctata Roze and Solano, 1963 
  - Caecilia goweri Fernández-Roldán and Lynch, 2021 
  - Caecilia gracilis Shaw, 1802 
  - Caecilia guntheri Dunn, 1942 
  - Caecilia inca Taylor, 1973 
  - Caecilia isthmica Cope, 1877 
  - Caecilia leucocephala Taylor, 1968 
  - Caecilia macrodonta Fernández-Roldán, Lynch, and Medina-Rangel, 2023 
  - Caecilia marcusi Wake, 1985 
  - Caecilia museugoeldi Maciel and Hoogmoed, 2018
  - Caecilia nigricans Boulenger, 1902 
  - Caecilia occidentalis Taylor, 1968 
  - Caecilia orientalis Taylor, 1968 
  - Caecilia pachynema Günther, 1859 
  - Caecilia perdita Taylor, 1968 
  - Caecilia pulchraserrana Acosta-Galvis, Torres, and Pulido-Santacruz, 2019 
  - Caecilia subdermalis Taylor, 1968 
  - Caecilia subnigricans Dunn, 1942 
  - Caecilia subterminalis Taylor, 1968 
  - Caecilia tentaculata Linnaeus, 1758 
  - Caecilia tenuissima Taylor, 1973 
  - Caecilia thompsoni Boulenger, 1902 
  - Caecilia volcani Taylor, 1969
- rod Oscaecilia Taylor, 1968
  - Oscaecilia bassleri (Dunn, 1942)
  - Oscaecilia elongata (Dunn, 1942)
  - Oscaecilia equatorialis Taylor, 1973
  - Oscaecilia hypereumeces Taylor, 1968
  - Oscaecilia koepckeorum Wake, 1984
  - Oscaecilia ochrocephala (Cope, 1866)
  - Oscaecilia osae Lahanas and Savage, 1992
  - Oscaecilia polyzona (Fischer, 1880)
  - Oscaecilia zweifeli Taylor, 1968